# Лопадеа Веке (Алба)
Лопадеа Веке (рум. Lopadea Veche) насеље је у Румунији у округу Алба у општини Мираслау. Oпштина се налази на надморској висини од 324 m.

## Становништво
Према подацима из 2002. године у насељу је живело 340 становника, од којих су сви румунске националности.